# Philadelphia Summer International de 2018
Philadelphia Summer International de 2018 foi a quarta edição do Philadelphia Summer International , um evento anual de patinação artística no gelo de níveis sênior, júnior, noviço e níveis menores. A competição foi disputada entre os dias 30 de julho e 5 de agosto, na cidade de Filadélfia, Pensilvânia, Estados Unidos.

## Eventos
- Individual masculino
- Individual feminino

## Medalhistas
| Evento                        | Ouro                                       | Prata                                       | Bronze                                    |
| Sênior Internacional          |                                            |                                             |                                           |
| Individual masculino detalhes | Andrew Torgashev · Estados Unidos          | Jimmy Ma · Estados Unidos                   | Timothy Dolensky · Estados Unidos         |
| Individual feminino detalhes  | Katie McBeath · Estados Unidos             | Akari Nakahara · Estados Unidos             | Brynne McIsaac · Estados Unidos           |
| Sênior                        |                                            |                                             |                                           |
| Individual masculino          | Emmanuel Savary University of Delaware FSC | Tony Lu North Jersey FSC                    | nenhum outro competidor                   |
| Individual feminino           | Rena Ikenishi SC of New York               | Jaclyn Bozzetti Ice House Of New Jersey FSC | Gabriela Godin Wissahickon SC             |
| Júnior                        |                                            |                                             |                                           |
| Individual feminino           | Sarah Jung Columbia FSC                    | Jill Heiner FSC Of Southern Maryland        | Ella V. Chen · Israel                     |
| Noviço                        |                                            |                                             |                                           |
| Individual feminino           | Laura Jacobson SC of New York              | Lindsay Thorngren SC of New York            | Gloria Xia Panthers FSC                   |
| Intermediário                 |                                            |                                             |                                           |
| Individual feminino           | Isabeau Levito SC Of Southern New Jersey   | Emily Zhang Ice House Of New Jersey FSC     | Anastasia Russ University of Delaware FSC |
| Juvenil                       |                                            |                                             |                                           |
| Individual feminino           | Lara Inana SC of Brewster                  | Ava Ziegler SC of New York                  | Kelly Trice University of Delaware FSC    |

## Resultados

### Sênior Internacional

#### Individual masculino
| Pos.              | Nome             | Nacionalidade  | Pontos | PC        | PL         |
| ----------------- | ---------------- | -------------- | ------ | --------- | ---------- |
| Medalha de ouro   | Andrew Torgashev | Estados Unidos | 206.41 | 67.67 (3) | 138.74 (1) |
| Medalha de prata  | Jimmy Ma         | Estados Unidos | 198.88 | 67.32 (4) | 131.56 (2) |
| Medalha de bronze | Timothy Dolensky | Estados Unidos | 198.20 | 68.26 (1) | 129.94 (3) |
| 4                 | Camden Pulkinen  | Estados Unidos | 195.02 | 67.20 (5) | 127.82 (4) |
| 5                 | Yaroslav Paniot  | Ucrânia        | 190.55 | 67.87 (2) | 122.68 (5) |
| 6                 | Micah Tang       | Taipé Chinesa  | 143.13 | 59.38 (6) | 83.75 (7)  |
| 7                 | Patrick Frohling | Estados Unidos | 137.48 | 47.71 (7) | 89.77 (6)  |
| 8                 | Yamato Rowe      | Filipinas      | 109.07 | 42.81 (8) | 66.26 (8)  |

#### Individual feminino
| Pos.              | Nome                    | Nacionalidade  | Pontos | PC         | PL         |
| ----------------- | ----------------------- | -------------- | ------ | ---------- | ---------- |
| Medalha de ouro   | Katie McBeath           | Estados Unidos | 153.67 | 53.47 (3)  | 100.20 (1) |
| Medalha de prata  | Akari Nakahara          | Estados Unidos | 147.02 | 57.91 (1)  | 89.11 (3)  |
| Medalha de bronze | Brynne McIsaac          | Estados Unidos | 146.26 | 50.03 (4)  | 96.23 (2)  |
| 4                 | Maxine Marie Bautista   | Estados Unidos | 128.62 | 44.23 (6)  | 84.39 (4)  |
| 5                 | Amber Glenn             | Estados Unidos | 122.78 | 54.53 (2)  | 68.25 (8)  |
| 6                 | Isadora Williams        | Brasil         | 118.43 | 48.54 (5)  | 69.89 (7)  |
| 7                 | Andrea Montesinos Cantu | México         | 110.52 | 35.94 (8)  | 74.58 (6)  |
| 8                 | Netta Schreiber         | Israel         | 106.27 | 30.42 (9)  | 75.85 (5)  |
| 9                 | Sofia del Rio           | México         | 102.32 | 36.57 (7)  | 65.75 (9)  |
| 10                | Dimitra Korri           | Grécia         | 86.28  | 26.99 (10) | 59.29 (10) |

## Quadro de medalhas
Sênior
| Ordem | País           | Medalha de ouro | Medalha de prata | Medalha de bronze |   | Ordem por total |
| ----- | -------------- | --------------- | ---------------- | ----------------- | - | --------------- |
| 1     | Estados Unidos | 2               | 2                | 2                 | 6 | 1               |
| TOTAL | TOTAL          | 2               | 2                | 2                 | 6 |                 |